# Vidéographie de Jean-Jacques Goldman
Pour un article plus général, voir Jean-Jacques Goldman.
 (août 2007).
Améliorez-le ou discutez des points à vérifier. 
Cette vidéographie de Jean-Jacques Goldman vise à présenter les tournées, les clips et les documentaires de l'artiste.

## En passant tournée 98(2000)
1. On ira
2. Bonne idée
3. La Vie par procuration
4. Ne lui dis pas
5. Tout était dit
6. Elle attend
7. Le rapt
8. Pas toi
9. Elle a fait un bébé toute seule
10. Le coureur
11. Là-bas
12. Natacha
13. Quand tu danses
14. À nos actes manqués
15. Nos mains
16. Je te donne
17. Peur de rien blues
18. Au bout de mes rêves
19. Il suffira d'un signe / Quand la musique est bonne
20. Sache que je
21. Pour que tu m'aimes encore

Bonus : 
- Menus interactifs
- Clip Pas toi (Tournée 98)
- Clip Nos mains (Tournée 98)
- Hommage à Dédé Mallet

## Souvenirs de tournées(2000)
1. Encore un matin (tournée 1984 - Limoges) - 5:49
2. Interview (extrait des Enfants du rock - 1984) - 0:55
3. Dust my blues (studio Gang) - 1:44
4. Interview (extrait des Enfants du rock - 1984) - 0:48
5. Quand la musique est bonne (tournée été 1986 - Biarritz) - 1:15
6. Interview (Paris 1984) - 0:41
7. Il suffira d'un signe (vidéo octobre 1981) - 3:26
8. Envole-moi (vidéo Lyon - février 1984) - 3:21
9. Les Restos du cœur (studio Gang - janvier 1986) - 3:54
10. Pas l'indifférence (tournée 1986 - Toulouse) - 1:02
11. La vie par procuration (tournée 1986 - Nîmes) - 4:12
12. Interview (tournée été 1986) - 0:22
13. Confidentiel (tournée été 1986) - 1:51
14. Interview (tournée 1986 - Béziers) - 0:25
15. Parler d'ma vie (avec Chet Baker en studio - juillet 1985) - 4:37
16. Plus fort (Les Sables d'Olonne - juillet 1986 - Paris le Zénith 1985) - 3:13
17. Je marche seul (vidéo Bruxelles - juin 1985) - 3:52
18. Interview (tournée 1986) - 0:41
19. Au bout de mes rêves (vidéo - Lyon - octobre 1983) - 3:22
20. Sans un mot (Paris le Zénith - décembre 1985) - 2:12
21. Interview (Madame Levoisier - professeur de violon) - 0:23
22. Comme toi (tournée 1986) - 2:21
23. Interview (Montrouge - décembre 1985) - 0:35
24. Américain (vidéo - Bruxelles - septembre 1984) - 4:35
25. Interview - 0:27
26. Américain (tournée été 1986 - Royan) - 3:25
27. Je te donne (avec Michael Jones - vidéo - Paris - octobre 1985) - 3:40
28. Rain (avec Michael Jones - Montrouge - décembre 1984) - 2:20
29. Interview (1986) - 0:27
30. Minoritaire (avec Nono - guitar hero studio Vitamine - décembre 1984) - 4:05
31. Pas toi (vidéo - Houlgate - février 1986) - 4:16
32. Interview (1985) - 0:50
33. Famille (tournée 1986) - 2:35

## Du New Morning au Zénith(2000)
1. Confidentiel
2. Quelque chose de bizarre
3. P'tit blues peinard
4. Veiller tard
5. Jeanine médicament blues
6. Il y a
7. Il part
8. Un, deux, trois
9. Ne lui dis pas
10. C'est pas d'l'amour
11. Pas toi
12. Think
13. Knock on Wood
14. Tobacco Road
15. Serre-moi (début)
16. Envole-moi
17. Des vôtres
18. Que disent les chansons du monde ?
19. Être le premier
20. Je commence demain
21. Frères
22. À nos actes manqués
23. Un, deux, trois
24. Des vies
25. Juste après
26. C'est pas d'l'amour
27. On n'a pas changé
28. Comme toi
29. Fermer les yeux
30. Nuit
31. Il suffira d'un signe
32. Rouge
33. Puisque tu pars
34. Serre-moi (fin)

## Intégrale des clips 1981/2000(2000)
Réalisé par Bernard Schmidt, sauf :
- RTL Productions (Il suffira d'un signe, Quand la musique est bonne, Comme toi)
- Daphna Blancherie (Bonne idée)
- Erick Ifergan (Tu manques)
- Michel Mandero (Un, deux, trois)
- Michel Meyer (Né en 17 à Leidenstadt, Il suffira d'un signe, Juste après, Quand tu danses)
- David Mileikowski (Fermer les yeux)
- Gilbert Namiand (Elle attend, Sache que je, On ira, Elle ne me voit pas, Pas toi, Nos mains, Le rapt)
- Thierry Rajic (Pas toi, Think)
- Bernard Schmitt (Nuit, À nos actes manqués, C'est pas d'l'amour)
- Tony Van Den Ende (Rouge, Des vies)
- Camille Viroleaud (Bélénos)

### DVDno1
1. Il suffira d'un signe - 4:30
2. Quand la musique est bonne - 3:43
3. Comme toi - 4:19
4. Au bout de mes rêves - 3:42
5. Envole-moi (Version alternate) - 3:32
6. Encore un matin - 4:19
7. Long is the road (Américain) - 4:53
8. Je marche seul - 3:59
9. Je te donne (version 89) - 4:08
10. Pas toi - 4:27
11. La vie par procuration - 4:05
12. Elle a fait un bébé toute seule - 4:47
13. Là-bas - 4:55
14. C'est ta chance - 4:43
15. Puisque tu pars - 4:57
16. Il changeait la vie - 4:25
17. Peur de rien blues - 8:25

### DVDno2
1. Nuit 4:49
2. À nos actes manqués - 3:58
3. Né en 17 à Leidenstadt - 3:47
4. C'est pas d'l'amour - 4:49
5. Un, deux, trois (en public) - 5:49
6. Tu manques - 5:56
7. Il suffira d'un signe (en public) - 3:58
8. Je commence demain (en public) - 3:43
9. Rouge - 4:54
10. Juste après - 4:48
11. Des vies - 4:13
12. Fermer les yeux - 4:28
13. Pas toi (en public) - 3:37
14. Think (en public) - 2:48
15. Elle attend - 3:45
16. Sache que je - 3:47
17. On ira - 4:21
18. Quand tu danses - 4:21
19. Bonne idée - 3:25
20. Elle ne me voit pas - 4:11
21. Bélénos - 3:52
22. Pas toi (en public) - 4:19
23. Nos mains (en public) - 3:58
24. Le rapt (en public) - 4:41

## Chronique d'un album(2001)
1. Ensemble
2. Tournent les violons
3. The Quo's in town tonite
4. Je voudrais vous revoir
5. Les p'tits chapeaux
6. Les choses

Bonus : Making off de La vie c'est mieux quand on est amoureux

## Un tour ensemble(2003)
1. Je marche seul
2. Répétitions : Encore un matin, Une poussière, Ensemble, C'est pas vrai, Nos mains
3. Nos mains
4. Petite fille
5. Encore un matin
6. Une poussière
7. Je voudrais vous revoir
8. Juste après
9. En passant
10. Veiller tard
11. Et l'on n'y peut rien
12. Tournent les violons
13. Ensemble
14. On ira
15. Les choses
16. Né en 17 à Leidenstadt
17. C'est pas vrai
18. Il suffira d'un signe
19. Présentation des musiciens : Je te donne (Michael Jones), Quand la musique est bonne (Jacky Mascarel), La Digue du cul (Claude Le Péron), Peur de rien blues (Christophe Nègre), Au bout de mes rêves (Christophe Deschamps)
20. Nuit
21. Envole-moi
22. Puisque tu pars